# هیپنوتیک (فیلم ۲۰۲۱)
هیپنوتیک (انگلیسی: Hypnotic) یک فیلم دلهره‌آور آمریکایی محصول سال ۲۰۲۱ به کارگردانی مت آنجل و سوزان کوت، نویسندگی ریچارد دوویدیو با بازی کیت سیگل، جیسون اومارا و دولی هیل است. این فیلم در ۲۷ اکتبر ۲۰۲۱ توسط نتفلیکس منتشر شد.

## داستان
زن جوانی که به دنبال بهبودی خود است از یک هیپنوتیزم درمانگر معروف کمک می‌گیرد. اما پس از چند جلسه شدید، او متوجه عواقب غیرمنتظره و مرگبار می‌شود. هیپنوتیزم درمانگر او را درگیر یک بازی مرگبار از دستکاری ذهن می‌کند.

## بازخوردها
در جمع‌آوری نقد راتن تومیتوز، این فیلم بر اساس ۱۵ نقد انتقادی، ۲۷ درصد امتیاز تأیید را با میانگین امتیاز ۴٫۶ از ۱۰ را دارد. در متاکریتیک، بر اساس رای ۵ منتقد، امتیاز ۳۳ از ۱۰۰ را به خود اختصاص داده‌است که نشان دهنده «بررسی‌های عموما نامطلوب» است.